# Hierapolis
Hierapolis  (/ˌhaɪəˈræpəlɪs/ (tiếng Hy Lạp cổ: Ἱεράπολις, lit. "Thành phố Thánh") là thành phố Hy Lạp cổ đại nằm trên suối nước nóng ở Phrygia, tây nam Anatolia. Tàn tích của nó liền kề với Pamukkale hiện đại ở Thổ Nhĩ Kỳ và hiện bao gồm một bảo tàng khảo cổ tạo thành một Di sản thế giới được UNESCO công nhận.
Các suối nước nóng được sử dụng như một bể tắm hơi kể từ thế kỷ thứ 2 TCN, và những người đến đây để chữa bệnh nhờ những khoáng chất có trong những dòng suối nước nóng. Một nghĩa địa lớn với những chiếc quách, và nổi tiếng nhất là xưởng cưa đá, một ví dụ sớm nhất được biết đến của cơ chế tay quay và thanh truyền.
Thành phố bao gồm các phòng tắm lớn liên kết với nhau, được xây dựng bằng các khối đá khổng lồ mà không sử dụng vữa hay chất kết dính nào khác. Khu phức hợp là một ví dụ được bảo quản tốt của kiến trúc kiểu vòm thời cổ đại.

## Vị trí
Hierapolis nằm ở thung lũng sông Büyük Menderes tiếp giáp với thị trấn Pamukkale và ngay bên cạnh "ruộng bậc thang" đá vôi Pamukkale, gần Denizli. Nó nằm ở phần lãnh thổ thuộc châu Á của Thổ Nhĩ Kỳ, gần biển Aegean nên có khí hậu ôn hòa trong năm.

## Lịch sử

### Hierapolis cổ đại
Chỉ có một vài sự thật được biết đến về nguồn gốc thành phố. Không có dấu vết của sự hiện diện của người Hittite hoặc Ba Tư đã được tìm thấy. Người Phrygia đã xây dựng một ngôi đền, có lẽ vào nửa đầu thế kỷ thứ 7 trước Công nguyên. Ngôi đền này ban đầu được sử dụng bởi người dân của thị trấn Laodikeia gần đó, sau này là những gì tạo thành trung tâm của Hierapolis.
Hierapolis được thành như một suối nước khoáng địa nhiệt vào đầu thế kỷ thứ 2 trước Công nguyên trong phạm vi của vương quốc Seleukos, Antiochos III Đại đế đã gửi 2.000 gia đình Do Thái đến Lydia và Phrygia từ Babylon và Mesopotamia, sau đó có thêm nhiều người hơ nữa tới từ Judea. Cộng đồng Do Thái đã phát triển ở Hierapolis và ước tính lên đến 50.000 cư dân vào năm 62 trước Công nguyên.
Thành phố được mở rộng với chiến lợi phẩm từ trận Magnesia năm 190 trước Công nguyên, nơi Antiochos III Đại đế bị đánh bại bởi Eumenes II. Sau hiệp ước Apamea kết thúc chiến tranh La Mã-Seleukos, Eumenes sáp nhập phần lớn Tiểu Á và lãnh thổ, bao gồm cả Hieropolis. Hierapolis trở thành một trung tâm chữa bệnh, nơi các bác sĩ đã sử dụng các suối nước khoáng nóng tự nhiên để chữa bệnh cho các bệnh nhân của họ. Thành phố bắt đầu đúc tiền đồng vào thế kỷ thứ 2 trước Công nguyên được gọi là Hieropolis. Chưa rõ nguồn gốc cho tên gọi này có phải từ ngôi đền ban đầu (ἱερόν, hieron) hay nhằm vinh danh Hiera, vợ của Telephus. Telephus là con trai của Heracles và công chúa Auge của Mysia. Ông được cho là người sáng lập giả định của Pergamon của Attalos. Tên này cuối cùng đã đổi thành Hierapolis (Thành phố Thánh), và theo nhà địa lý học Stephanus thì cái tên này xuất phát từ số lượng lớn các ngôi đền nơi đây.